# Convento degli Zoccolanti
Il convento degli Zoccolanti di San Secondo Parmense è stato un complesso religioso ubicato a nord del paese di San Secondo Parmense sul luogo ove sorgeva l'insediamento originario alto medioevale posseduto dai canonici del Capitolo della cattedrale.

## Storia
A seguito della fondazione voluta dai Rossi agli inizi del XIII secolo dell'attuale centro abitato di San Secondo  l'insediamento canonicale posto a nord verso Copezzato perse sempre più di importanza pur rimanendo il fulcro della vita spirituale in quanto la cappella di San Secondo che vi si trovava deteneva insieme alla pieve di San Genesio la parrocchialità sulla zona.
Le cose mutarono nel XV secolo quando Pier Maria II de' Rossi fece edificare intorno al 1450 la collegiata della Beata Vergine Annunciata nel centro del capoluogo, riuscendo poi a farle assegnare il 22 agosto del 1470 dal vescovo Giovanni Antonio della Torre il titolo di parrocchialità a discapito della antica curata e della plebana.
Alcuni anni dopo, precisamente nel 1474, il conte Pier Maria donò le rovine dell'insediamento canonicale, ormai abbandonato, e la vetusta cappella di San Secondo ai frati dell'osservanza di San Francesco che erano noti con il nome di Amadei, il terreno era ubicato nella località chiamata attualmente Zoccolanti.
Pier Maria chiese autorizzazione a papa Callisto III che attraverso il vescovo concesse la licenza ad erigere dalle fondamenta un convento e una chiesa intitolata a Santa Maria delle Grazie da consegnare agli Amadei. Molto probabilmente la chiesa di Santa Maria delle Grazie fu eretta sulle rovine della antica curata di San Secondo. I frati presero possesso della struttura con bolla papale di papa Sisto IV e vi rimasero sino a che la congregazione non venne soppressa e unificata agli altri frati conventuali dello stesso ordine francescano da papa Pio V.

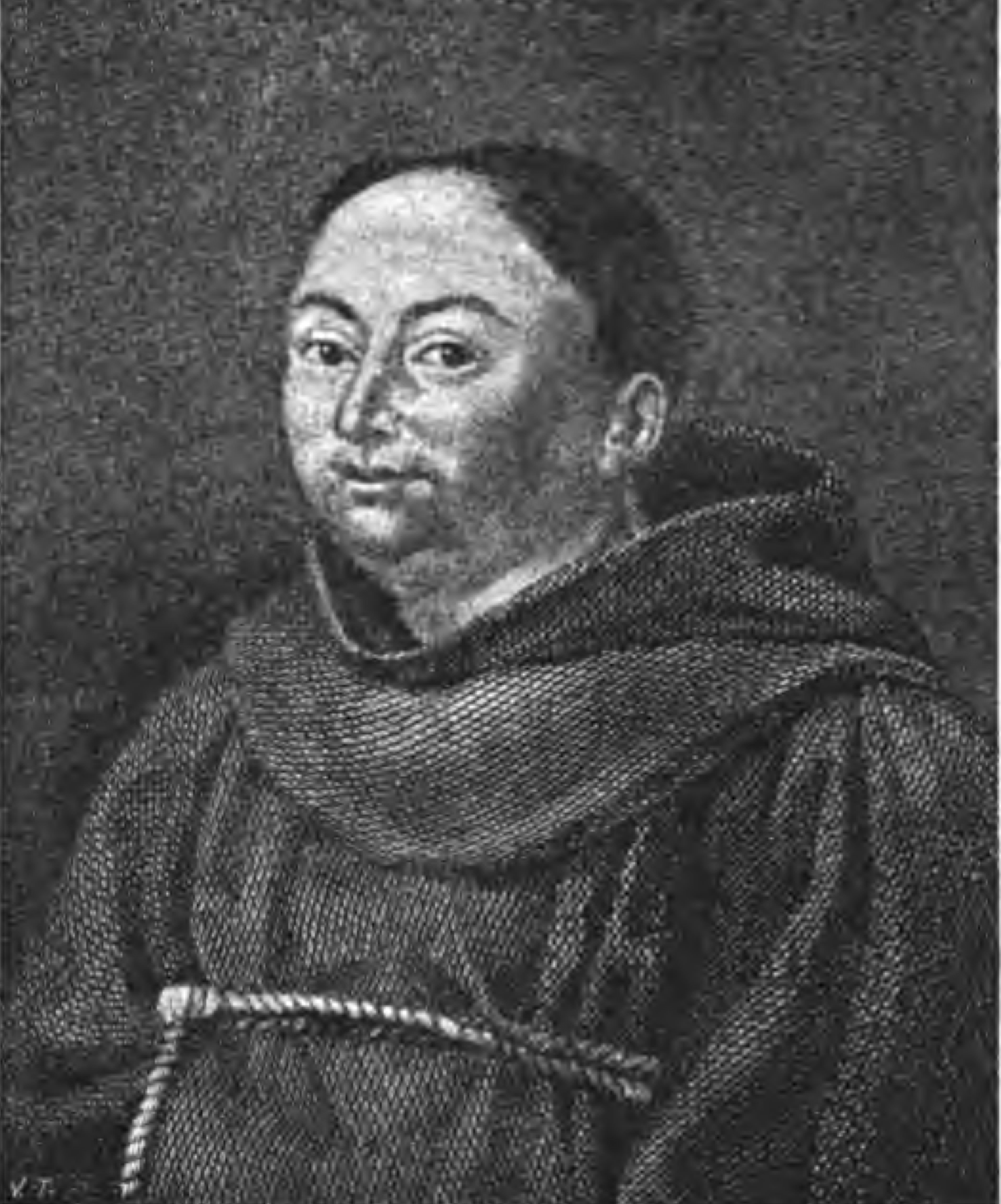
Ireneo Affò, perfezionò i suoi studi nel convento degli Zoccolanti di San Secondo

In cambio della donazione del terreno e dell'edificio, i frati si recavano una volta al mese nell'oratorio di Santa Caterina nella Rocca di San Secondo per officiare una messa in suffragio dei defunti della famiglia Rossi.
Nel 1534 venne eretta nella chiesa di Santa Maria delle Grazie la confraternita della Immacolata Concezione di Maria Vergine e nella cappella dedicata a Maria dentro alla chiesa i confratelli eseguivano i loro esercizi spirituali, mentre dal 1578 si scelse di costruire un oratorio a fianco della chiesa dove la confraternita potesse liberamente pregare sotto la supervisione del guardiano del convento.
Nel 1578, in seguito alla soppressione dell'ordine e all'unificazione degli Amadei agli Osservanti, i frati invece che obbedire alla decisione papale finirono con l'abbandonare il convento, uniformandosi a ciò che accadeva nelle altre case dello stesso ordine, bruciando tutte le carte relative all'amministrazione del convento stesso.
Dal 1578 il convento passò sotto la giurisdizione dei Frati Minori divenendo luogo di perfezionamento degli studi religiosi dei giovani frati che vi venivano mandati per alcuni anni per studiare teologia, lettere e scienze. Tra i frati che completarono la loro formazione nel convento degli Zoccolanti di San Secondo si ricorda padre Ireneo Affò che nel periodo sansecondino approfondì quegli studi di storia che lo portarono poi a scrivere le sue opere sulla storia di Parma e del ducato. Si ricorda poi una ristrutturazione della chiesa di Santa Maria delle Grazie effettuata nel 1718, quando era guardiano del convento padre Giuseppe Antonio da Monticelli. La chiesa, che versava in pessime condizioni, venne restaurata e venne inserita nella struttura una piccola cupola sotto la quale fu posto un nuovo baldacchino e un nuovo altare. Sempre nello stesso periofo, dal 1713, il convento ebbe alle sue dipendenze il Monastero di Santa Chiara sorto in paese.
Il convento venne soppresso nel 1806 a seguito delle leggi napoleoniche sull'abolizione degli ordini regolari. L'altare di san Francesco venne trasportato nel 1811 con decreto vescovile nella collegiata mentre la confraternita della Concezione venne trasportata all'altare della Concezione eretto nella cappella gentilizia dei Pescaroli, sempre nella collegiata.
A memoria dell'antico convento è rimasto il toponimo di strada Zoccolanti assegnato alla via che vi passa davanti.

## Descrizione

### Chiesa

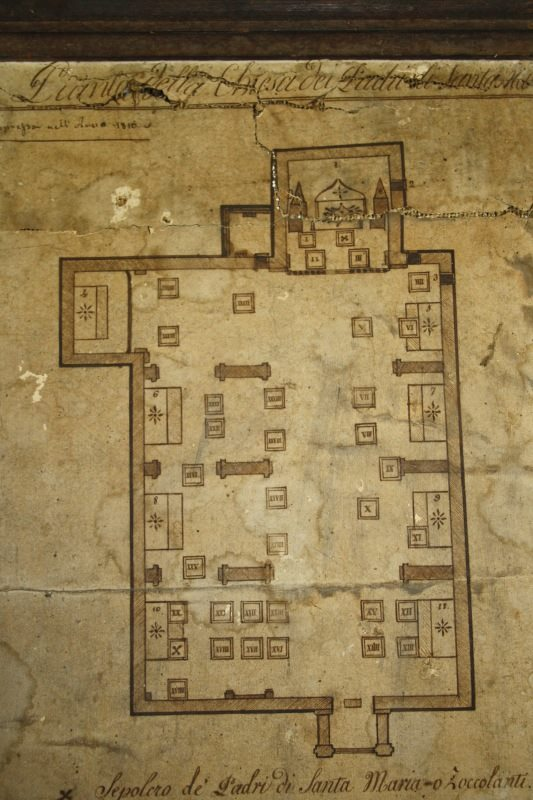
Pianta di Santa Maria delle Grazie

Della chiesa Santa Maria delle Grazie non esistono immagini, tuttavia esiste una piantina conservata nell'archivio parrocchiale. Dalla pianta si può constatare che la chiesa era piuttosto piccola, ad una navata unica e con ingresso e abside decentrati. Sull'altare principale vi era un baldacchino ed una piccola cupola frutto della ristrutturazione settecentesca.
Nella chiesa era presente anche un altare dedicato a san Francesco e una cappella dedicata alla Immacolata Concezione. In tutto gli altari laterali erano otto. La chiesa venne demolita fra il 1820 e il 1830.

### Convento

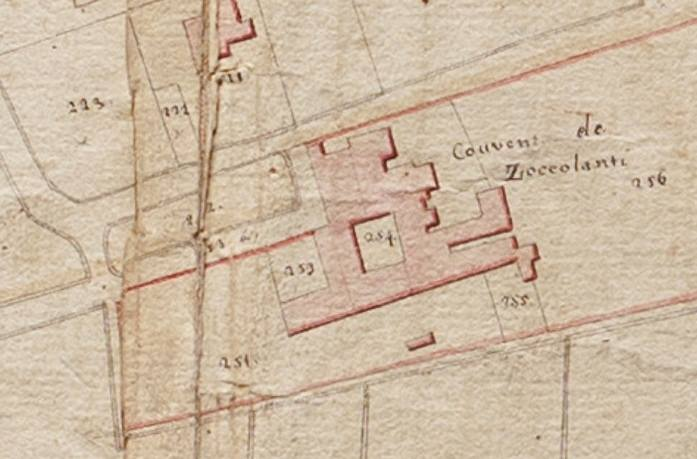
Mappa catastale del convento degli Zoccolanti nel 1821

Anche della struttura conventuale non esistono immagini ma solo una mappa catastale del 1821. Dalla mappa si vede che la struttura era costruita attorno al chiostro centrale con la portineria che giungeva sino alla strada, la chiesa di Santa Maria delle Grazie sorgeva ad ovest del chiostro mentre sulla parte est erano sviluppati locali di servizio.
Dell'intero convento, adibito successivamente a residenza privata, rimane parte della struttura residenziale, posta su due piani, con annesso porticato. La struttura a sud fu ricostruita negli anni 70 del XX secolo per uso agricolo.